# كين كولينز
كين كولينز (بالإنجليزية: Ken Collins)‏ هو سياسي بريطاني، ولد في 12 أغسطس 1939 في هميلتون في المملكة المتحدة. حزبياً، نشط في حزب العمال.

## مناصب
- في انتخابات البرلمان الأوروبي 1979، انتخب عضو في البرلمان الأوروبي عن دائرة Strathclyde East (European Parliament constituency) [الإنجليزية]‏ لترشحه ضمن قائمة حزب العمال، وقد انضم خلال فترته النيابية (17 يوليو 1979 – 23 يوليو 1984) للكتلة البرلمانية التحالف التقدمي للاشتراكيين والديمقراطيين.
- في انتخابات البرلمان الأوروبي 1984، انتخب عضو في البرلمان الأوروبي عن دائرة Strathclyde East (European Parliament constituency) [الإنجليزية]‏ لترشحه ضمن قائمة حزب العمال، وقد انضم خلال فترته النيابية (24 يوليو 1984 – 24 يوليو 1989) للكتلة البرلمانية التحالف التقدمي للاشتراكيين والديمقراطيين.
- في انتخابات البرلمان الأوروبي 1989، انتخب عضو في البرلمان الأوروبي عن دائرة Strathclyde East (European Parliament constituency) [الإنجليزية]‏ لترشحه ضمن قائمة حزب العمال، وقد انضم خلال فترته النيابية (25 يوليو 1989 – 18 يوليو 1994) للكتلة البرلمانية التحالف التقدمي للاشتراكيين والديمقراطيين.
- في انتخابات البرلمان الأوروبي 1994، انتخب عضو في البرلمان الأوروبي عن دائرة Strathclyde East (European Parliament constituency) [الإنجليزية]‏ لترشحه ضمن قائمة حزب العمال، وقد انضم خلال فترته النيابية (19 يوليو 1994 – 19 يوليو 1999) للكتلة البرلمانية التحالف التقدمي للاشتراكيين والديمقراطيين.